# Rádzssahi
Rádzssahi (bengáli: রাজশাহী, angol átírás: Rajshahi) város Banglades északnyugati részén, az indiai határ mellett, a Gangesz északi partján. Az azonos nevű körzet székhelye. Az agglomeráció lakossága 843 ezer fő volt 2008-ban.

## Jellemzői
Egyetemi város és a selyemipar központja, amely utóbbi viszont napjainkban leáldozóban van, az olcsó kínai importáruk miatt. Jelentősebb még a textilipar és a körzet mezőgazdasági terményeinek kereskedelme és feldolgozása.

## Népesség
| 2008 | 775 495 |
| 2011 | 448 087 |

A lakosság 93,4%-a muszlim, 5,5%-a hindu, a maradék keresztény, buddhista.

## Fordítás
Ez a szócikk részben vagy egészben  a   Rajshahi című angol Wikipédia-szócikk fordításán alapul.  Az eredeti cikk szerkesztőit annak laptörténete sorolja fel. Ez a jelzés csupán a megfogalmazás eredetét és a szerzői jogokat jelzi, nem szolgál a cikkben szereplő információk forrásmegjelöléseként.